# 罗致诚
罗致诚（1937年—），男，湖北武汉人，中国生物医学工程专家，曾任中国医学科学院生物医学工程研究所所长、研究员、博士生导师。